# Monteleone Sabino
Pour les articles homonymes, voir Sabino (homonymie).
Monteleone Sabino est une commune italienne d'environ 1 200 habitants située dans la province de Rieti, dans la région Latium, en Italie centrale.

## Monuments et patrimoine
- Les vestiges de l'ancienne cité sabine de Trebula Mutuesca.

## Administration
| Période                                  | Période | Identité | Étiquette | Qualité |
| ---------------------------------------- | ------- | -------- | --------- | ------- |
|                                          |         |          |           |         |
| Les données manquantes sont à compléter. |         |          |           |         |

### Hameaux
Ginestra Sabina.

### Communes limitrophes
Frasso Sabino, Poggio Moiano, Poggio San Lorenzo, Rocca Sinibalda, Torricella in Sabina.